# Valeria Ripoll
Shirley Valeria Ripoll Fraga (Montevideo, 13 octobre 1982) è una politica, sindacalista e opinionista uruguaiana, candidata alla vicepresidenza dell'Uruguay per il Partito Nazionale alle elezioni generali del 2024. È stata segretaria generale del sindacato dei funzionari municipali di Montevideo dal 2017 al 2023.

## Biografia

### Infanzia e gioventù
Ripoll è nata il 13 ottobre 1982 a Montevideo, da Néstor Ripoll, sottufficiale della Armada Nacional, e Shirley Fraga, funzionaria dell'Amministrazione Nazionale dei Carburanti, dell'Alcool e di Portland. Ha una sorella minore, Joana; la sua famiglia è cattolica e di origine catalana. Cresciuta nel quartiere Goes, ha studiato al Colegio del Sagrado Corazón.
Da adolescente, per aiutare con le spese domestiche, studiò pianoforte e teoria musicale e lavorò come insegnante di musica in una scuola materna. Ha anche lavorato come manager presso un ristorante McDonald's e come impiegata presso la sede della Armada Nacional. Dopo aver conseguito il diploma di scuola superiore si iscrisse all'Università della Repubblica per studiare psicologia, ma non conseguì la laurea. Successivamente ha studiato per diventare assistente amministrativa contabile.

### Militanza sindacale

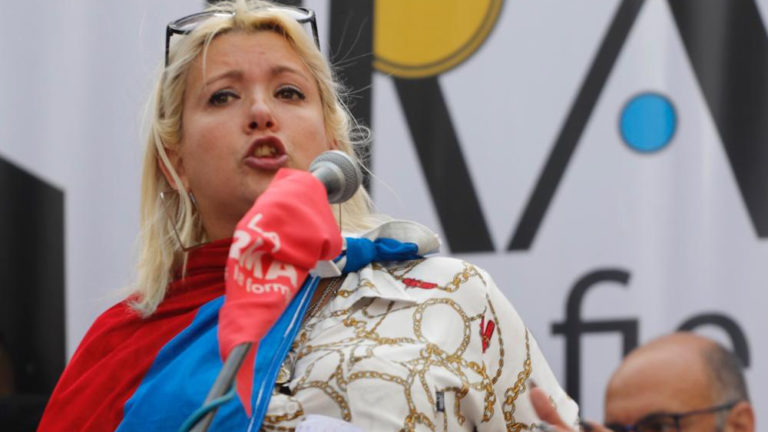
Ripoll nel 2019

Nel 2007 Ripoll si iscrive al bando del Comune di Montevideo e ottiene un posto nel Planetario Comunale. In questo periodo aderisce all'Asociación de Empleados y Obreros Municipales (ADEOM), il sindacato dei funzionari comunali. Ha anche lavorato per diversi anni come funzionario presso l'Orto Botanico e l'Orchestra Filarmonica di Montevideo. Pur lavorando come dipendente pubblico, ha ricoperto diversi incarichi sindacali. Dal 2015 al 2017 è stata membro della segreteria cultura del sindacato e nel settembre 2017 ha assunto la carica di segretaria generale dell'ADEOM, aumentando esponenzialmente la sua visibilità pubblica.
Nelle elezioni sindacali del 2019 e del 2021, il suo gruppo ha ricevuto il maggior numero di voti. Nel suo mandato di segretaria generale dell'ADEOM fu critica nei confronti dell'amministrazione del Fronte Ampio del Comune di Montevideo. Nel 2023 ha annunciato l'uscita dall'attività sindacale.

### Carriera televisiva
Da fine 2021 a luglio 2024 Ripoll è stata opinionista del programma televisivo di dibattito politico di Teledoce, Esta boca es mía. La sua partecipazione ha ulteriormente accresciuto la sua visibilità pubblica grazie ai suoi intensi scambi di idee con ospiti e altri opinionisti del programma. Nel 2022 partecipa alla prima edizione di ¿Quién es la máscara?, versione uruguaiana del format sudcoreano The Masked Singer (Il cantante mascherato in Italia), venendo eliminata nella dodicesima puntata.

### Carriera politica
Nel 2010, mentre iniziava l'attività sindacale, si iscrisse al Partito Comunista dell'Uruguay –miembro de la coalizione Fronte Ampio– su invito di un suo collega sindacale. Tuttavia, nel 2017 si è disaffiliata e ha lasciato il partito a causa del disaccordo con la posizione indulgente del partito riguardo all'amministrazione di Daniel Martínez come sindaco di Montevideo, di cui era critica. Ha dichiarato che le era stato chiesto di essere meno dura nelle sue critiche perché Martínez sarebbe stato il candidato presidenziale del Fronte Ampio nel 2019. Inoltre, ha riferito che dopo essersi rifiutata di farlo e aver lasciato il partito, ha subito atti di vandalismo nella sua residenza privata, fino a quando non ha avuto bisogno della custodia della polizia.
Nell'agosto 2023 ha annunciato il suo allontanamento dall'attività sindacale e il suo ingresso nella partitocrazia, come membro del Partito Nazionale di centrodestra. Nel febbraio 2024 ha annunciato che sarebbe entrata a far parte del D Centro, un settore centrista del Partito Nazionale, insieme a leader come la vicepresidente Beatriz Argimón. Nelle primarie presidenziali del 2024 è stata capolista della Lista 5, una lista elettorale che ha sostenuto la candidatura di Álvaro Delgado Ceretta. Dopo la schiacciante vittoria di Álvaro Delgado Ceretta alle elezioni primarie il 30 giugno 2024, Ripoll è stata annunciata come candidata alla vicepresidenza del partito per le elezioni generali. L'annuncio suscitò sorpresa per il suo passato di membro del Partito Comunista e sindacalista. Molte analisi politiche successive conclusero che la ragione principale della scelta di Ripoll era attirare elettori di centro o di centrosinistra che non avrebbero votato per il Fronte Ampio.

## Vita privata
Valeria Ripoll ha tre figli, Celeste, Nahuel e Julieta. Nahuel soffre di autismo, cosa che l'ha portata a promuovere la Fondazione Abrazo Azul, un'organizzazione no-profit per la sensibilizzazione sull'autismo.